# Aydın Yılmaz
Aydın Yılmaz (Eminönü, Istanboel), 29 januari 1988) is een Turks voetballer die bij voorkeur als middenvelder speelt.

## Clubcarrière
Hij tekende op 15 juli 2015 een contract tot medio 2017 bij Kasimpasa die hem transfervrij overnam. Yilmaz stroomde in 2006 door vanuit de jeugd van Galatasaray. Eerder speelde Yılmaz in de jeugd van Galatasaray, Manisaspor, Istanbul BB en Eskişehirspor. Hij maakte deel uit van het Turkije U-17 dat vierde werd op het WK voor jongeren in 2005, dat plaatsvond in Peru.